# Johann Aegidius Bach
Johann Aegidius Bach (Erfurt, 1645. február 9. – Erfurt, 1716. november 22.) Johann Bernhard Bach zeneszerző apja, orgonista, brácsás, és az erfurti zenekar (Németország) zenei igazgatója.